# Hate Plus
Hate Plus är en visuell roman som utvecklades och släpptes av Christine Love till Linux, Microsoft Windows och OS X den 19 augusti 2013. Spelet tar upp ämnen såsom transhumanism och "patriarkatets långsamma nedbrytning av friheten".
Hate Plus är en uppföljare till Loves tidigare spel Analogue: A Hate Story, och handlar om händelserna som ledde upp till år 0 i Analogue; medan Analogue handlar om figuren *Hyun-aes bakgrundshistoria, handlar Hate Plus om *Mutes.

## Musik
Spelets soundtrack komponerades av Isaac Schankler. Låten "It's Not Ero!" skrevs av Love, komponerades av Schankler och framfördes av Senah Kim.
| 1.           | It's Not Ero! (feat. Senah Kim) | 03:42 |
| 2.           | Title                           | 00:55 |
| 3.           | Dream                           | 01:41 |
| 4.           | Resolve                         | 01:26 |
| 5.           | People                          | 02:04 |
| 6.           | Stage                           | 01:35 |
| 7.           | Council                         | 01:48 |
| 8.           | Science                         | 03:22 |
| 9.           | After                           | 01:48 |
| 10.          | Vision                          | 01:50 |
| 11.          | Resign                          | 02:01 |
| 12.          | Ritual                          | 01:45 |
| 13.          | Bicker                          | 01:50 |
| 14.          | Old                             | 02:00 |
| 15.          | Power                           | 02:33 |
| 16.          | Birth                           | 01:44 |
| 17.          | Note                            | 01:50 |
| 18.          | Credits                         | 01:30 |
| 19.          | Cake!                           | 21:05 |
| 20.          | Probe                           | 00:07 |
| Total längd: | Total längd:                    | 56:46 |